# Amambaí (rzeka)
Amambaí (port. Rio Amambaí) – rzeka w Brazylii, w stanie Mato Grosso do Sul. Ma 240 km długości. Wypływa w pobliżu granicy Brazylii z Paragwajem, uchodzi do Parany powyżej zapory Itaipu.